# Canada ved sommer-OL 2012
Canada deltog under Sommer-OL 2012 i London som blev arrangeret i perioden 27. juli til 12. august 2012.

## Medaljer
| 2012 London | Guld | Sølv | Bronze | Total |
| Canada      | 1    | 5    | 12     | 18    |